# Kosmos 85
Kosmos 85 – radziecki satelita rozpoznawczy. Jedenasty statek typu Zenit-4 należącego do programu Zenit, którego konstrukcja została oparta na załogowych kapsułach Wostok.